# 百万秒问答
百万秒问答是一档由美国NBC原创、湖南广播电视台芒果TV原版引进的24小时不间断的网络游戏节目。节目24小时不间断在芒果TV呈现，第一季于北京时间2015年9月30日开播，连续现场直播至10月7日晚结束。而根据国家新闻出版广电总局此前的相关规定，因本节目奖金数额巨大，超过国家限定的标准（人民币5,000元），故没有在电视上直接播出。
本节目第一季晚间黄金时段（爆点直播）由来自台湾的蔡康永主持。目前尚未有关于是否续播第二季的消息。

## 节目概要
第一季节目的常规赛阶段共有170小时（612,000秒）时间，自首播当晚开始至10月7日全国总决赛结束，但实际上节目常规赛阶段时间只有609,975秒（在倒计时2,025秒时结束）。比赛是“挑战者”和“钱椅守擂者”之间一对一的问答较量，每一回合限时500秒，每条题目必须在主持人读题后5秒内自行键入答案，否则视为放弃。答题过程中，“钱椅”上的选手每经历1秒时间，奖金将上涨10元人民币，因此每一回合，“钱椅”都将累计奖金（节目称“个人发展基金”）5,000元人民币。非答题时间，钱椅上将不会积累奖金。
题目均为四选一型的单项选择题（与《谁会成为百万富翁》类似），但没有任何求助方法。被淘汰的选手，其最终奖金为钱椅上累计奖金额度除以10之后的金额。例如，在钱椅上就座1回合就被淘汰，只能获得5,000÷10=500元人民币奖金（不含税）。

### 热点直播
每天的热点直播共23小时（实际上只有22小时30分钟左右），由来自芒果TV手机应用报名的和线下报名的参赛者与“钱椅守擂者”逐一对战。每道题价值1分，回答正确者得分，回答错误则不得分。500秒到时后，高分者获胜，将在下回合坐上“钱椅”，而失败者将被淘汰出局。如出现和局，则以“突然死亡法”速战速决。
每小时将进行4回合一对一的较量，唯傍晚档（18:00—20:30）和晚间档（22:30—00:30）的最后一个小时分别只有2和3回合比赛。
累计奖金额度排名前4位的选手可以入住位于演播厅背后的“胜利者之屋”（美版称“Winner's Row”）。当有选手超过“胜利者之屋”排名第四位的选手的奖金额度时，原来位列第四的选手将被逐出房间，只能奖励原有奖金额度除以10之后的金额。

#### 主持人列表
注：以下时间均为北京时间。
- 晚间档（22:30—00:30）：李莎旻子
- 深夜档（00:30—03:00）：李豆豆（SNH48）（10月2日起，被同属于SNH48的莫寒替代）
- 早间档（09:00—12:00）：关关
- 中午档（12:00—15:00）：戴萌（SNH48）
- 下午档（15:00—18:00）：欣然
- 傍晚档（18:00—20:30）：盛子曰（10月7日被李莎旻子替代）

其余时段（03:00—09:00）由本节目导演代行主持职责。

### 爆点直播
北京时间每晚21:00开始，蔡康永将主持该时段的直播。第1集（9月30日）的爆点直播规则和前述热点直播相同，共有4回合，而第2集开始，回合数减少到3回合，并且规则有明显的变化。

#### 爆点直播第一、二回合
“挑战者”和“钱椅守擂者”进行一对一的对抗答题，持续500秒，每题价值1分，必须在5秒内给出答案。双方可以根据自己的答题策略，任意使用“DOUBLE”（翻倍）的权利。
一旦某一方使用“DOUBLE”权利后，题目价值将翻倍到2分，另一方必须在5秒内选择作答或者使用“DOUBLE BACK”的权利。一旦“DOUBLE BACK”启动，题目价值将提升到4分，主动选择“DOUBLE”的一方必须在5秒内给出答案且不能再使用“DOUBLE”的权利。回答正确，答题者加分；回答不正确，则对手加分。

#### 爆点直播第三回合
第三回合（主持人蔡康永称“基金并吞战”）开始前，四位“胜利者之屋”的选手将同时回答问题以争夺当晚的“权力者”，只要一题答错，将失去继续争夺权力者的资格。最终剩下的1人即为当晚“权力者”，有权指派四强之一应战“钱椅守擂者”。两人进行一对一的对抗答题，持续500秒，必须在5秒内给出答案。最开始的100秒每题价值1分，此后每过100秒，每题价值增加1分，直到最后100秒，每题价值将变为5分。此时如果使用“DOUBLE”和“DOUBLE BACK”的话，每题价值将达到20分。
比赛结束后，胜出者将继续坐在“钱椅”上，积累的奖金变为胜负双方奖金之和，并且可继续在热点直播时段内积累奖金直至被击败为止。

### 全国总决赛
10月7日晚最后一回合常规赛结束后，排名前四位的选手将赢得已积累的所有的奖金，将按以下顺序进行三回合的“全国总决赛”，每回合都是500秒，规则和爆点直播的第三回合相同：
- 第一回合：第4名—第3名
- 第二回合：第一回合的胜利者—第2名
- 第三回合（决赛）：第二回合的胜利者—第1名

获得第三回合胜利的选手，将成为本季冠军，并额外赢得奖金人民币1,000,000元。

## 节目综述

### 第一季
《百万秒问答》第一季自2015年9月30日起，至2015年10月7日结束。
| 排名 | 常规赛排名 | 姓名   | 累计奖金（人民币元） |
| ---- | ---------- | ------ | -------------------- |
| 1    | 2          | 申家鑫 | 1,135,000            |
| 2    | 1          | 李慧颖 | 135,000              |
| 3    | 3          | 黄斌   | 135,000              |
| 4    | 4          | 汪伯阳 | 100,000              |